# Convento de Nossa Senhora da Piedade de Messejana
O Convento de Nossa Senhora da Piedade, igualmente conhecido como Convento de São Francisco, é um edifício histórico na freguesia de Messejana, no Município de Aljustrel, na região do Alentejo, em Portugal.

## Descrição
Consiste num antigo convento, situado numa zona rural a cerca de seiscentos metros de distância da vila de Messejana, no sentido Nordeste. Apesar de ter sido fundado durante o século XVI, apresenta vários elementos mais tardios, de inspiração barroca e rococó, como o remate da fachada principal da igreja, em frontão contracurvado, e ornamentado com concheados, volutas e orelhões. Foi ocupado por frades franciscanos recoleitos (es), da província religiosa do Algarve. Em referência à ordem, na frontaria da igreja encontra-se o brasão de São Francisco de Assis. Apesar dos frades serem franciscanos, a igreja era dedicada a Nossa Senhora da Piedade. Além da agricultura e das funções religiosas, os frades também se dedicavam à assistência e às letras, tendo sido responsáveis pelo desenvolvimento cultural em Messejana.
A igreja tinha uma só nave, com cobertura em forma de abóbada de berço, sobre uma sanca moldurada. Ainda restaram algumas partes do arranque das arcadas em volta perfeita, nos primeiro e segundo tramos da nave, que podem indicar a presença de um endonártex e o coro-alto, ou apenas o coro-alto, nestes tramos. Contava igualmente com dois altares laterais no lado do Evangelho, que tinham arcos de volta perfeita, e duas capelas laterais, cujo acesso era feito igualmente por arcadas em volta perfeita, sendo o púlpito situado provavelmente entre elas. No lado da Epístola estariam situados o baptistério e uma sacristia. No lado esquerdo da igreja estavam situadas as dependências do convento. O antigo refeitório estava decorado com frescos, que já desapareceram. Na Igreja Matriz encontra-se uma imagem de Nossa Senhora com o filho nos braços, semelhante à escultura Pietá de Miguel Ângelo, que poderá ter estado originalmente neste convento.
O convento tinha uma cerca, conhecida como Horta do Cabo.

## História

### Fundação
A casa foi provavelmente fundada entre 1566 e 1567 ou em 1570, por D. Lourenço da Silva, que também construiu a Igreja da Misericórdia, na vila de Messejana. O historiador Pinho Leal refere na sua obra Portugal Antigo e Moderno , publicado em 1875, que Messejana «tem um convento de frades franciscanos, fundado pelo nobilissimo heroe D. Lourenço da Silva, em 1567, ou 1570». Era originalmente conhecida como Convento de Nossa Senhora da Conceição dos Xabreganos, tendo sido construída no local onde existia originalmente um ermitério ou uma capela de frades, que pertencia à Ordem Terceira de S. Francisco. Ainda em 1566, o o Papa Pio V concedeu ao convento a bula Ineffabilia Gloriose, que oferecia indulgências aos fiéis que visitassem a igreja com o mesmo padroeiro, durante as festas da Anunciação, no período entre o meio-dia da véspera e a meia-noite. Segundo o investigador Soares Victor, a família dos Silvas esteve ligada à história de Messejana pelo menos desde o reinado de D. João III, que entregou a vila ao nobre D. João da Silva, sexto senhor de Vagos, e que ficou para a história com o cognome de Grande Regedor.

### Séculos XVII a XIX
No século XVII existe uma referência ao convento, onde é descrito como tendo um dormitório, diversas oficinas e uma sacristia, enquanto que a capela possuía duas capelas laterais, com mais uma adossada à sacristia. Em 1719 é novamente referido num documento, onde se diz que Frei Francisco da Visitação deveria ser ali exilado durante dez anos, dos quais dois seriam em reclusão. Devido à presença de elementos barrocos e rococós, o edifício foi provavelmente alvo de obras durante o século XVIII. Foi muito atingido pelo Sismo de 1755, iniciando a sua decadência. Segundo o Dicionário Geográfico, em 1758 o padroeiro do convento era o Conde de Aveiras. De acordo com os registos da Misericórdia e da Herdade dos Poços, em 1832 ainda existia pelo menos um religioso, frei Joaquim da Mãe dos Homens Valentes. Uma portaria de 7 de Junho de 1841, emitida pelo Ministério da Fazenda a pedido da autarquia, autoriza a remoção das pedras da igreja para serem empregues numa nova casa da câmara, e que o terreno da cerca do convento poderia ser utilizado como cemitério. Em 31 de Agosto de 1842, o convento e a sua cerca foram vendidos separadamente em hasta pública, tendo o primeiro alcançado o valor de 1200 Réis, e o segundo de 405 Réis. Segundo Pinho Leal, o edifício «Tem o quarto logar entre os conventos da província».

### Séculos XX e XXI
Na sua obra Aljustrel Monografia, publicada em 1983, o padre João Rodrigues Lobato relata que o convento já estava totalmente arruinado. Estava a ser ocupado por uma exploração agrícola de natureza familiar, sendo o edifício do convento em si utilizado como estábulo.
Nos finais da década de 2010, foi lançada uma iniciativa para a recuperação do convento e o seu reaproveitamento como uma unidade hoteleira, numa parceria entre a Câmara Municipal de Aljustrel, a Direcção-Geral de Cultura do Alentejo, e um investidor privado, Ricardo Pinho, que era proprietário de dois empreendimentos de turismo rural no litoral alentejano. Em Junho de de 2021, a autarquia de Aljustrel anunciou que já tinha sido entregue o pedido de licenciamento para a obra, que tinha como finalidade a recuperação do monumento e a sua transformação num empreendimento turístico em espaço rural, tendo a autarquia assegurado que as obras iriam ser feitas de forma a respeitar a sua identidade e sem descaracterizar o conjunto edificado. O empreendimento seria da tipologia de um hotel de charme, e teria dez unidades de alojamento, das quais sete iriam ficar no espaço do convento, enquanto que as outras três iriam ser instaladas no Monte da Horta do Cabo, num investimento total de cerca de dois milhões de Euros. Ricardo Pinho referiu igualmente que iria «ser um projeto emblemático, pois, vamos consolidar a ruína, mas não reconstruir tudo a 100%. Vamos sim integrar os quartos e as áreas comuns dentro da própria ruína, o que vai ser inovador, em Portugal não há nada deste género». Nessa altura, previa-se que as obras poderiam ter início ainda nos finais de 2022.
Este plano foi elogiado pelo presidente da câmara de Aljustrel, Nelson Brito, por permitir a «recuperação de um património que remonta ao século XVI», e ao mesmo tempo potenciar o turismo na freguesia de Messejana. A edilidade referiu igualmente que «após a aprovação do Licenciamento do Projeto de Arquitetura, mas antes do início do Projeto de Execução, está prevista a realização de uma primeira campanha arqueológica», e que «posteriormente, antes do início da obra e se necessário no decurso da mesma, será realizada uma segunda campanha arqueológica, de escavação, nos locais que venham a ser considerados oportunos, previamente, identificados por uma equipa técnica especializada». Com estes estudos, a autarquia previa que iriam ser «reveladas mais informações que permitam clarificar em maior rigor a organização espacial do convento e a sua evolução construtiva».